# Caraquiz
Caraquiz är ett samhälle i Spanien.   Det ligger i provinsen Provincia de Guadalajara och regionen Kastilien-La Mancha, i den centrala delen av landet, 50 km norr om huvudstaden Madrid. Caraquiz ligger 674 meter över havet och antalet invånare är 200.
Terrängen runt Caraquiz är kuperad åt nordväst, men åt sydost är den platt. Caraquiz ligger nere i en dal.Runt Caraquiz är det ganska tätbefolkat, med 65 invånare per kvadratkilometer. Närmaste större samhälle är Torrelaguna, 5,0 km nordväst om Caraquiz. Trakten runt Caraquiz består till största delen av jordbruksmark.